# Дюбо, Полетт
Полетт Дюбо (фр. Paulette Dubost, урождённая Полетт Мари Эмма Депланк (фр. Paulette Marie Emma Deplanque), 8 октября 1910, Париж — 21 сентября 2011, Лонжюмо) — французская актриса. Её актёрский дебют состоялся в семилетнем возрасте в Парижской опере. За последующие годы своей карьеры, длившейся до 2007 года, актриса снялась более чем в 250 фильмах, сотрудничая с такими режиссёрами как Жан Ренуар, Марсель Карне, Жак Турнёр, Жюльен Дювивье, Макс Офюльс и Престон Старджес. Наиболее запоминающейся стала её роль в картине Жана Ренуара «Правила игры» (1939).

## Избранная фильмография
- Северный отель (1938) — Жинетта Тримо
- Правила игры (1939) — Лизетт, горничная
- Баран с пятью ногами (1954) — Соланж
- Лола Монтес (1955) — Жозефина, камеристка
- Такси, прицеп и коррида (1958) — Жермен, жена Мориса
- Горбун (1959) — кормилица Марта
- Дорога школяров (1959) — Элен Мишу, мать Антуана
- Француженка и любовь (1960) — мадам Тронш
- Парижские тайны (1962)
- Убийца (1963) — Элен Киммель
- Дрейф (1964) — мать Жаки
- Вива, Мария! (1965) — мадам Диоген
- Джульетта и Джульетта (1974)
- Нежный полицейский (1978)
- Последнее метро (1980) — Жермен Фабре
- Милу в мае (1990)